# Свети Йоан Предтеча (Брацигово)
„Свети Йоан Предтеча“ е православна църква на Пловдивската епархия на Българската православна църква, разположена в град Брацигово.

## История
Строителството на църквата започва в 1832 година, а строежът е завършен през 1833 година. Строител на храма е видният костурски майстор Атанас Мечкарин (Насе Гърнето).

## Архитектура
Църквата е трикорабна с два купола без барабани по дължината на средния кораб, което е рядко срещан архитектурен вид. Градежът на църквата е изцяло масивен, като засводяванията са изпълнени по типичен за брациговските майстори маниер с облекчаващи сводчета. Притворът първоначално е кръщелня, около която има тристранен открит нартекс. Трите кораба в наоса са разделени от по четири двойки каменни стълбове. Олтарното пространство е малко, а апсидата е полукгъргла със синтрон.
По-късно църквата е преустроена, като са разширени прозорците, единият купол е затворен, а другият – извисен на висок барабан, стълбата за емпорията е изместена в притвора, а отвън са изградени подпорни контрафорси.
И в екстериора и в интериора украсата е оскъдна. Характерна е западната фасада на храма, на която каменната зидария действа като декоративен елемент. Тази фасада има типичната за Брациговската школа кобилична извивка.
Иконостасът на храма е семпъл, резбован, дело на дебърски майстори – Петър Йосифов и Лазар Алексиев.

## Камбанария
Камбанарията на църквата е построена от майстор Иван Драгов в 1884 – 1886 година. Като обща архитектурна композиция камбанарията е възрожденска, но в детайлите и в украсана има влияния от навлезлите в страната след 1878 година западноевропейска и руска архитектура. По време на строежа Драгов променя проекта си и прави кулата по-висока. Стените на долните два етажа на сградата са каменни и много дебели, а останалите два етажа са тухлени. Камбанарията е окачена на самостоятелна дървена конструкция, стъпила върху каменните зидове на границата между камъка и тухлата. Така тухлените зидове носят само купола, с който завършва камбанарията. Така майстор Иван Драгов осигурява вертикалното тяло срещу големите хоризонтални сили, които биха са получили при земни трусове. Височината на отделните полета на камбанарията намалява, но се увеличава украсата им. Най-долната част е без отвори, на втория етаж има 4 прозореца, а на третия и четвъртия – по 8 прозореца. Прозорците имат различна форма. Разделящите ги корници също се усложняват по височина. Отделните части на архитектурната композиция са в хармония – съотношението между първите два и вторите два етажа, без купола, е 3 : 2, а етажите поотделно са в отношение 3 : 2 : 2 : 1.